# Lincolnville (Karolina Południowa)
Lincolnville – miasto w Stanach Zjednoczonych, w stanie Karolina Południowa, w hrabstwie Charleston.